# حقنة القهوة الشرجية
حقنة القهوة الشرجية هي نوع من أنواع مطهرات القولون المستخدمة في الطب البديل. أثناء العملية، يتم إدخال مزيج من القهوة المحتوية على الكافيين والماء في القولون من خلال المستقيم الحقن الشرجية للقهوة هي تقنية طبية بديلة لا تحتوي على قدر كبير من الأبحاث لدعمها. بالرغم أن الحقن الشرجية للقهوة قد تكون خيارًا لبعض الأشخاص الذين يرغبون في تخفيف الإمساك أو الاستعداد لإجراء، إلا أن الأطباء لا يوصون بها عادةً. هناك آثار جانبية محتملة يمكن أن تفوق على الفوائد في كثير من الأحيان.

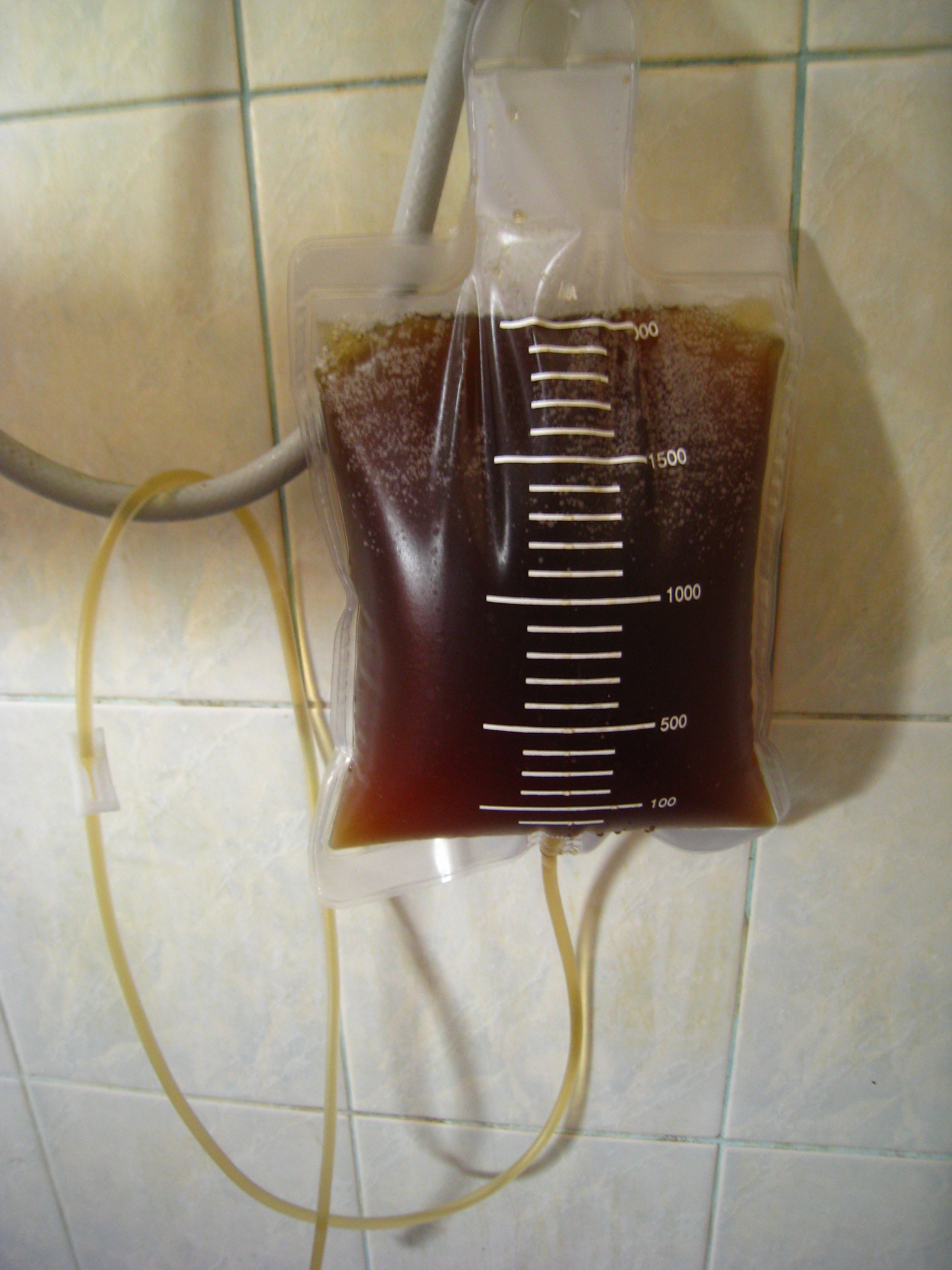
جهاز معد لحقن حقنة القهوة الشرجية

## التأثيرات والأمان
لا يوجد دليل علمي طبي يدعم أي تأثير مضاد للسرطان أو إزالة السموم باستخدام حقن القهوة الشرجية.
تحتوي الحقن الشرجية للقهوة على مخاطر آثار ضارة، بعضها خطير، بما في ذلك العدوى والنوبات ومشاكل القلب والرئة والوفاة .
يمكن أن تكون اختلال توازن الإلكترليت الناتج عن الحقن الشرجية للقهوة قاتلة إذا كانت شديدة. حقن القهوة سريع للغاية. يمكن حدوث انثقاب المستقيم إذا كان الجو حار جداً